# Фредерік Іхлер
Фредерік Даль Іхлер (дан. Frederik Dahl Ihler, нар. 25 червня 2003, Орхус, Данія) — данський футболіст, нападник норвезького клубу «Молде», на правах оренди виступає за шведський «Ельфсборг».

## Ігрова кар'єра

### Клубна
Фредерік Іхлер є вихованцем данського клубу «Орхус». У 2020 році був включений до заявки першої команди клубу. 9 липня 2020 року у матчі чемпіонату Данії проти «Ольборга» Іхлер дебютував на професійному рівні.
У січні 2022 року нападник підписав з клубом перший професійний контракт на три роки. І вже влітку того року відбув в оренду до кінця сезону в ісландський «Валюр». Провів за команду лише три гри, після чого орендний договір розірвали й Іхлер повернувся до «Орхуса». А в серпні 2022 року знову був направлений в оренду — в клуб другого данського дивізіону «Сківе».
У липні 2023 року Іхлер перейшов до шведської «Ландскруни», де рік грав у турнірі Супереттан. У серпні 2024 року нападник підписав контракт на чотири з половиною роки з норвезьким «Молде». У складі норвезького клуба Іхлер дебютував на міжнародному рівні — в матчах лігового етапу Ліги конференцій.
26 березня 2025 року на правах оренди перейшов до шведського клубу «Ельфсборг» до кінця сезону.

### Збірна
З 2019 року Фредерік Іхлер виступав за юнацькі збірні Данії.